# 貝斯特峰
貝斯特峰（英語：Best Peak），是南極洲的山峰，位於南喬治亞群島，處於福圖納灣的伊盧任角西南面，海拔高度600米，在1931年由英國海軍繪入地圖，由英國海外領土管轄。